# Domenico Tedesco
Pour les articles homonymes, voir Tedesco.
Domenico Tedesco, né le 12 septembre 1985 à Rossano (Italie), est un entraîneur de football italo-allemand. De 2023 à 2025, il était le sélectionneur de la Belgique.

## Biographie
Domenico Tedesco est né à Rossano en Italie. Alors qu'il est âgé de deux ans, ses parents émigrent en Allemagne de l'Ouest à Esslingen am Neckar, dans le district de Stuttgart. Lorsqu'il est étudiant, il travaille en tant que pigiste dans un journal sportif local, où son père est imprimeur.
Après une formation professionnelle dans le commerce de gros et de l'étranger, il obtient un baccalauréat de génie industriel et de gestion de l’innovation. Il suit ensuite une formation de football et passe ses diplômes d'entraîneur au sein de la Hennes-Weisweiler-Akademie. Il finit major de sa promotion.
En tant que footballeur amateur, il a joué brièvement pour l'ASV Aichwald.

### Carrière d'entraîneur

#### Premiers postes
En juillet 2008, Tedesco devient entraîneur des jeunes du VfB Stuttgart. En 2013, il devient adjoint de Thomas Schneider avec les moins de 17 ans. À la suite de la promotion de ce dernier en tant qu'entraîneur de l'équipe première évoluant en Bundesliga, il devient entraîneur principal des moins de 17 ans en septembre.
En été 2015, il est recruté par Hoffenheim pour entraîner les jeunes. En juillet 2016, il est promu entraîneur des moins de 19 ans.
En 2016, il obtient sa Licence Pro UEFA.

#### Erzgebirge Aue
Le 8 mars 2017, le club du Erzgebirge Aue s’attache ses services alors que son équipe est dernière du championnat de 2. Bundesliga . La première expérience d'entraîneur professionnel du jeune coach s'annonce difficile. En effet, il reste 11 matchs de championnat et il faut maintenir le club en deuxième division. Pari réussi pour le jeune technicien de 31 ans, qui sauve son équipe de la relégation en prenant 20 points sur 33 possibles et en finissant à la 14e place.

#### Schalke 04
Le 9 juin 2017, il est nommé entraîneur de Schalke 04 où il remplace Markus Weinzierl. Il devient donc le deuxième plus jeune entraîneur de Bundesliga derrière son ancien compatriote d'Hoffenheim, Julian Nagelsmann. Sa première saison au plus haut niveau du football allemand est plus qu'une réussite : son club finit vice-champion derrière le Bayern Munich avec 63 points (18 victoires, 9 nuls et 7 défaites) et permet à Schalke 04 de retrouver la Ligue des champions. 
Le 12 août 2018, il prolonge son contrat jusqu'en 2022.
Le 14 mars 2019, deux jours après la défaite de son équipe, 7-0, sur la pelouse de Manchester City en Ligue des champions, il est remercié par les dirigeants et remplacé par la paire Huub Stevens et Mike Büskens.

#### Spartak Moscou
Il quitte l'Allemagne au mois d'octobre 2019 pour rallier la Russie où il est nommé à la tête du Spartak Moscou. Après avoir amené le club à la septième position à l'issue de la saison 2019-2020, il prend part à la course au titre au cours de la première partie de l'exercice suivant qui voit le Spartak occuper périodiquement la première position. Les performances de son équipe lui valent d'être élu meilleur entraîneur du championnat russe pour les mois d'août et de septembre 2020.
À la fin de la saison 2020-2021, il quitte le club russe, à la surprise générale, pour raisons familiales.

#### RB Leipzig
Le 9 décembre 2021, il est nommé nouvel entraineur du RB Leipzig et signe un contrat jusqu'au 30 juin 2023.
Le 7 septembre 2022, après une défaite 4 à 1 en Ligue des champions face au Chakhtar Donetsk, il est licencié de son poste d'entraineur.

#### Belgique
Le 8 février 2023, il est nommé sélectionneur de la Belgique jusqu'en 2024, en remplacement de Roberto Martínez.
Pour son premier match à la tête des Diables Rouges avec un déplacement en Suède pour les qualifications de l'Euro 2024, Tedesco pose déjà des choix forts en titularisant d'emblée plusieurs jeunes (Dodi Lukebakio, Wout Faes, Arthur Theate), en faisant monter d'autres (Johan Bakayoko, Orel Mangala) et en changeant de système (4-4-2 au lieu du 3-4-3 de Roberto Martínez).  Il remporte ce 1er match 0-3.
Son deuxième match, même s'il est amical, est déjà un événement marquant à la tête des Diables. Son équipe s'impose 2-3 en terre allemande et met surtout fin à 69 ans sans victoire face à la Mannschaft. Il termine l'année 2023 invaincu avec la Belgique. Permettant à celle-ci de se qualifier pour le Championnat d'Europe de football 2024. En mars 2024, il prolonge son contrat jusqu'en juillet 2026.
L'Euro 2024 en Allemagne est cependant une grosse déception, la Belgique étant éliminée en huitième de finale par la France sur le score de 1-0 (but contre son camp de Jan Vertonghen a la 85e), après s'être qualifiée difficilement durant la phase de groupe (deuxième ex-aequo avec 4 points pour 1 victoire, 1 nul et 1 défaite), a priori très abordable.
Depuis, Domenico Tedesco est vivement critiqué pour ses choix, sa tactique et sa gestion du groupe.
La Ligue des nations 2024-2025 est tout aussi catastrophique pour le sélectionneur : ses Diables terminent à la troisième place de leur groupe en Ligue A, à égalité de points avec Israël (4 points) et ne se qualifient pour les barrages que grâce à une meilleure différence de buts.
Le 17 janvier 2025, la Fédération belge de football annonce mettre fin avec effet immédiat de son contrat de sélectionneur.

### Palmarès en tant qu'entraîneur
- FC Schalke 04
  - Vice champion de Bundesliga en 2018

- Spartak Moscou
  - Vice champion de Premier-Liga en 2021

- RB Leipzig
  - Vainqueur de la Coupe d'Allemagne en 2022

## Statistiques d'entraîneur
| Club           | Début           | Fin              | Résultats | Résultats | Résultats | Résultats | Résultats |
| Club           | Début           | Fin              | M         | V         | N         | D         | V. %      |
| -------------- | --------------- | ---------------- | --------- | --------- | --------- | --------- | --------- |
| Erzgebirge Aue | 8 mars 2017     | 8 juin 2017      | 11        | 6         | 2         | 3         | 54,5      |
| Schalke 04     | 9 juin 2017     | 14 mars 2019     | 75        | 34        | 16        | 25        | 45,3      |
| Spartak Moscou | 14 octobre 2019 | 30 juin 2021     | 54        | 27        | 10        | 17        | 50        |
| RB Leipzig     | 9 décembre 2021 | 7 septembre 2022 | 38        | 21        | 8         | 9         | 55,26     |
| Belgique       | 8 février 2023  | 17 janvier 2025  | 24        | 12        | 6         | 6         | 50        |
| Total          | Total           | Total            | 202       | 100       | 42        | 60        | 49,50     |